# لوحات عصر النهضة الإيطالية

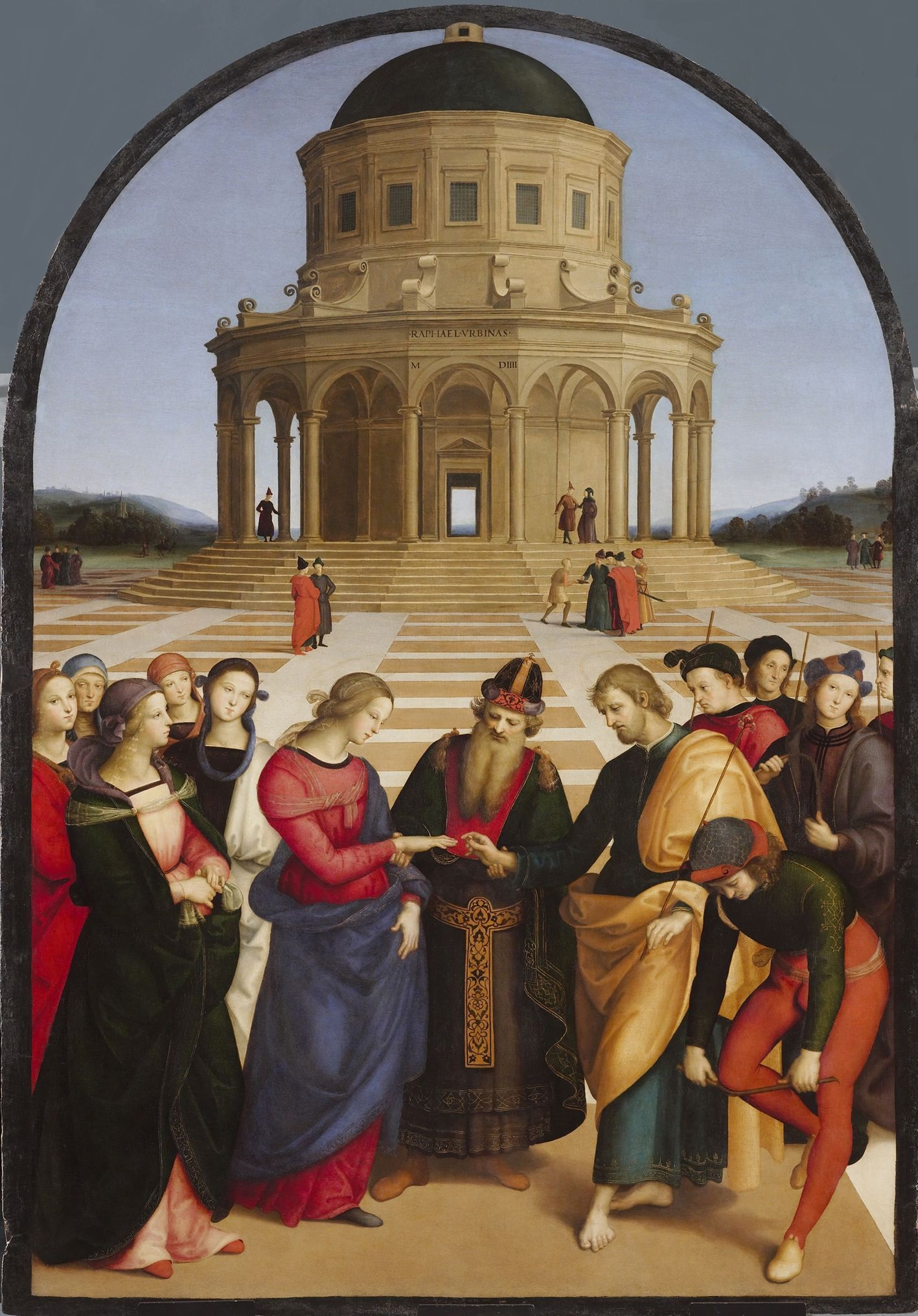
زواج العذراء لرفاييل.

لوحات عصر النهضة الإيطالية هي لوحات الفترة التي بدأت في أواخر القرن الثالث عشر وازدهرت مع بداية القرن الخامس عشر حتى أواخر القرن السادس عشر في شبه الجزيرة الإيطالية، التي كانت مقسمة في ذلك الوقت إلى العديد من الولايات السياسية، بعضها مستقل وبعضها الآخر خاضع لسيطرة القوى الخارجية. على الرغم من ارتباط رسامي عصر النهضة الإيطالية ببلاط معين وولائهم لولايات معينة في كثير من الأحيان، إلا أنهم تجولوا في جميع أرجاء إيطاليا، وغالبًا ما احتلوا مكانة دبلوماسية ونشروا أفكارهم الفنية والفلسفية.
تشتهر مدينة فلورنسا في توسكانا بأنها مسقط رأس عصر النهضة الإيطالية وبشكل خاص لوحات عصر النهضة، على الرغم من تولي كل من روما والبندقية أهمية متزايدة فيما يتعلق بالرسم لاحقًا.
تُقسم لوحات عصر النهضة الإيطالية إلى أربع فترات هي: عصر النهضة الأولي (1300- 1425) وعصر النهضة المبكر (1495- 1520) ومانييريزمو (1520- 1600). تمثل تواريخ هذه الفترات الاتجاه العام في اللوحات الإيطالية، لكنها لا تشمل جميع الرسامين إذ تتداخل حياتهم وأنماطهم الشخصية مع هذه الفترات.
يبدأ عصر النهضة الأولي بالحياة المهنية للرسام جوتو ويضم أيضًا كلًا من تاديو غادي وأوركاغنا وألتيتشييرو. بدأ مازاتشو أسلوب عصر النهضة المبكر، ثم طوره كل من فرا أنجيليكو وباولو أوتشيلو وبييرو ديلا فرانشيسكا وساندرو بوتيتشيلي وأندريا دل فروكيو ودومنيكو غرلاندايو وجوفاني بيليني. كانت فترة عصر النهضة العليا هي فترة كل من دا فينشي وميكيلانجيلو ورفائيل وأندريا دل سارتو وكوريدجو وجورجوني وأعمال جيوفاني الأخيرة وتيتيان. شملت فترة مانييريزمو الأعمال الأخيرة لميكيلانجيلو إلى جانب كل من بونتورمو وبارميجانينو وبرونزينو وتينتوريتو.

## التأثيرات

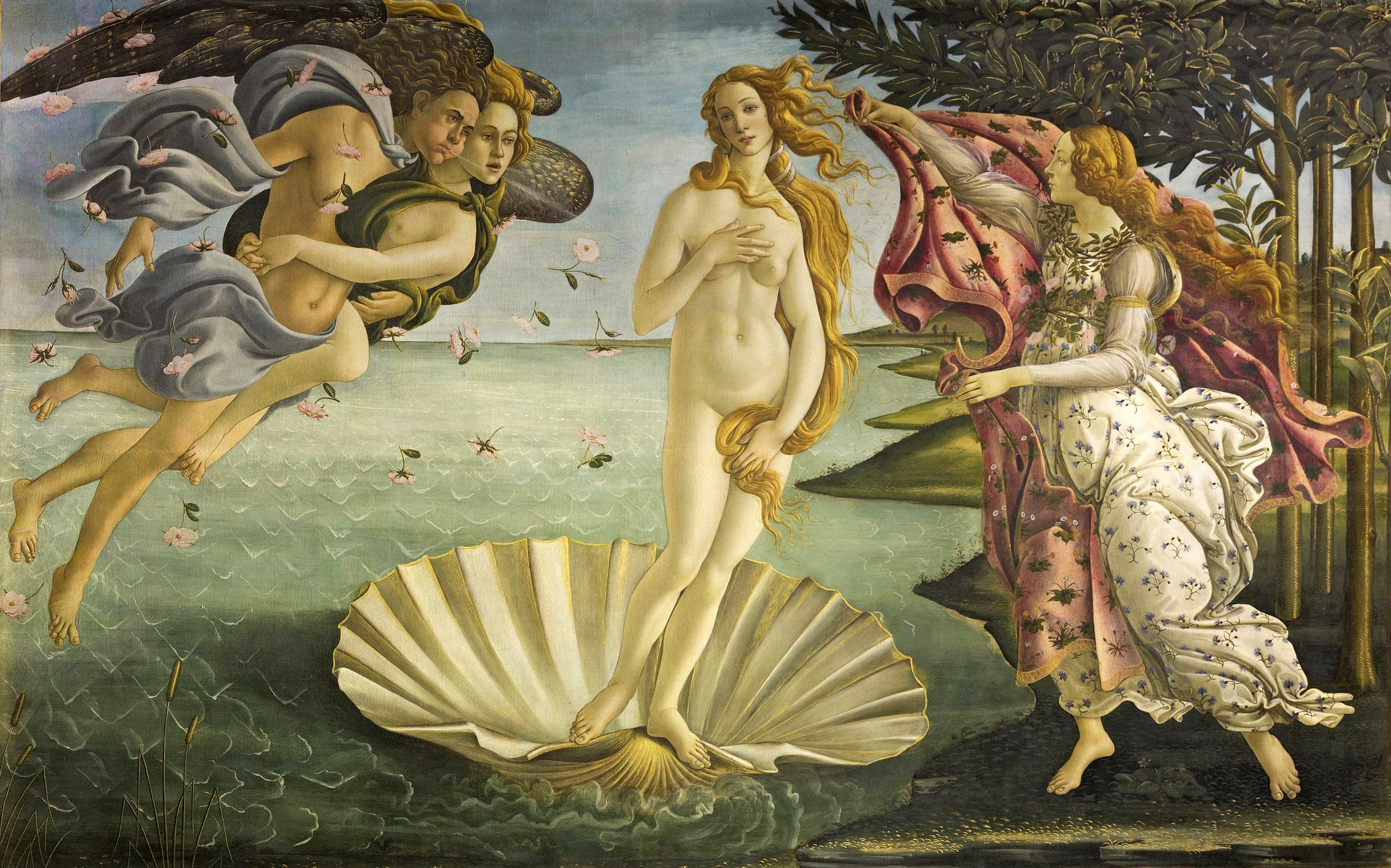
ولادة فينوس لبوتيتشيللي

شملت التأثيرات التي طورت لوحة عصر النهضة في إيطاليا تلك التي أثرت أيضًا على الفلسفة والأدب والعمارة واللاهوت والعلوم والحكومة وغيرها من جوانب المجتمع.

### الفلسفة
توافر عدد من النصوص الكلاسيكية المفقودة لعدة قرون والتي تعود للباحثين الأوروبيين الغربيين. شملت مجالات متعددة منها الفلسفة والشعر والدراما والعلوم وأطروحة عن الفنون واللاهوت المسيحي في وقت مبكر. يشير الاهتمام بالفلسفة الإنسانية إلى أن علاقة الإنسان بالإنسانية واللاهوت لم تعد أمرًا ينحصر في الكنيسة. أدى الاهتمام المتجدد بالكلاسيكيات إلى إجراء أول دراسة أثرية للآثار الرومانية على يد المعماري فيليبو برونليسكي والنحات دوناتيلو. ألهم إحياء الأسلوب المعماري القائم على سوابق كلاسيكية المقابلة الكلاسيكية في اللوحة، والتي تجلت في وقت مبكر من عشرينيات القرن الخامس عشر في لوحات كل من مازاتشو وباولو أوتشيلو.

### العلوم والتقنيات
تمكنت أوروبا من الوصول إلى الرياضيات المتقدمة التي كان مصدرها أعمال الباحثين البيزنطيين والإسلاميين وذلك بالتزامن مع وصولها إلى النصوص الكلاسيكية. سمح ظهور الطباعة المنقولة في القرن الخامس عشر بنشر الأفكار بسهولة وكتابة العديد من الكتب العامة الناس. كان لتطور الطلاء الزيتي وإدخاله إلى إيطاليا آثار على فن الرسم دامت طويلًا.

### المجتمع
أدى إنشاء مصرف ميديشي إلى جلب ثروة غير مسبوقة إلى مدينة إيطالية واحدة هي فلورنسا. وضع كوزيمو دي ميديشي معيارًا جديدًا لرعاية الفنون لا علاقة له بالكنيسة أو بالحكومة الملكية. شكل الوجود التصادفي داخل منطقة فلورنسا لأفراد معينين من عباقرة الفن منهم جوتو ومازاتشو وبرونليسكي وبييرو دبلا فرانشيسكا وليوناردو دافنشي وميكيلانجيلو، روحًا دعمت وشجعت العديد من الفنانين الأقل درجة على تحقيق أعمال ذات جودة استثنائية.
حدث تراث مماثل من الإنجاز الفني في مدينة البندقية من خلال عائلة بيليني الموهوبة ومانتينيا وجورجوني وتيتيان وتينتوريتو من خلال تأثيرهم القانوني.

## المواضيع

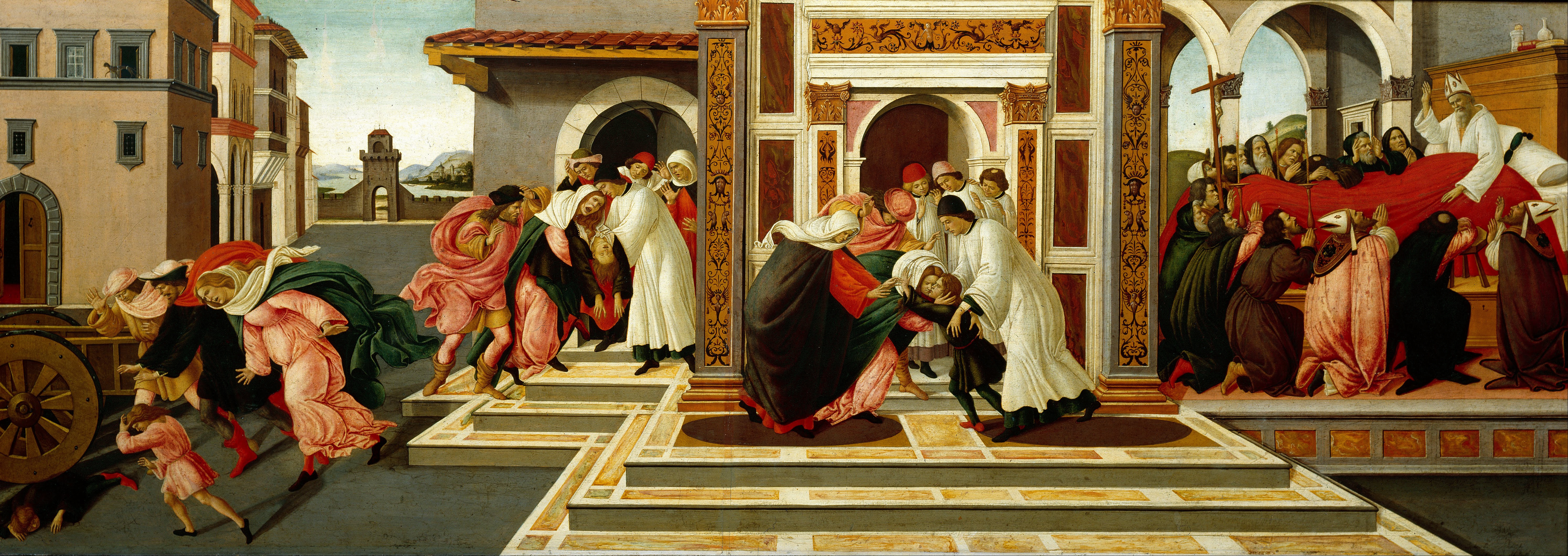
لوحة معجزة في ثلاثة مشاهد ووفاة القديس زينوبيوس. دريسدن، 66 × 182 سم

رُسمت الكثير من لوحات عصر النهضة بتكليف من الكنيسة الكاثوليكية. امتلكت هذه اللوحات أحجامًا كبيرة غالبًا وكانت في كثير من الأحيان عبارة عن لوحات جدارية تحمل مواضيع من مجموعة حياة المسيح أو حياة العذراء أو أحد القديسين وبالأخص القديس فرنسيس الأسيزي. هناك أيضًا العديد من اللوحات التمثيلية حول موضوع الخلاص ودور الكنيسة في تحقيقه. كلفت الكنائس أيضًا الفنانين بالقطع الفنية الخاصة بالمحراب التي رُسمت بطريقة تمبرا على لوح ولاحقَا تحولت إلى ألوان زيتية على قماش. بصرف النظر عن قطع المحراب الكبيرة، أُنتجت صور تعبدية صغيرة الحجم بأعداد كبيرة للغاية للكنائس أو للأفراد وكان موضوعها الأكثر شيوعًا المادونا والطفل.
كانت اللجان المدنية مهمة أيضًا طوال هذه الفترة. زُينت المباني الحكومية بلوحات جدارية وأعمال علمانية أخرى مثل الرمز للحكومة الصالحة والفاسدة للفنان أمبروجيو لورينزيتي وأعمال دينية مثل جدارية العظمة للفنان سيمون مارتيني في قصر بابليكو، سيينا.
لم تكن لوحات البورتريه شائعة في القرن الرابع عشر وأوائل القرن الخامس عشر، بل اقتصرت غالبًا على بورتريه الفروسية غايدوريسيو دا فوجليانو للفنان سيمون مارتيني في عام 1327 في سيينا، وفي بداية القرن الخامس عشر رسم أوتشيلو بورتريه لجون هاوكوود في كاتدرائية فلورنسا، ورسم أمدريا ديل كاستانيو بروتريه لنيكولودا تولينتينو.
أصبحت لوحات البورتريه شائعة خلال القرن الخامس عشر، لكنها غالبًا ما حملت طابعًا رسميًا وتحولت إلى صور ثلاثية الأبعاد للوجه. شُمل رعاة أعمال الفن مثل اللوحات الجدارية وقطع المحراب الفنية ضمن المشهد، ومن الأمثلة البارزة على ذلك إدراج أسرتي ساسيتي وميديشي في مجموعة دومينيكو غيرلانداو في كنيسة ساسيتي. كان من المفترض أن يصبح البورتريه موضوعًا رئيسيًا لرسامي عصر النهضة مثل رفائيل وتيتيان وأن تستمر فترة الفن في أعمال فنانين مثل برونزينو.
تحول الفنانون إلى الموضوعات الكلاسيكية مع نمو الإنسانية لا سيما لإنجاز تعهدات تزيين منازل الرواد الأثرياء، ومن الأمثلة الأكثر شهرة عمل بوتيتشيلي ولادة فينوس التي أنجزها لأسرة ميديشي. يُنظر إلى الموضوعات الكلاسيكية أيضًا على أنها توفر مواد رمزية مناسبة للجان المدنية. أثرت الإنسانية أيضًا على الطريقة التي صُورت بها الموضوعات الدينية، لا سيما عمل ميكيلانجيلو على سقف كنيسة سيستينا.
استُخلصت أشكال أخرى من الحياة المعاصرة وحملت أحيانًا معنًى استعاريًا، حتى أن بعضها كان بغرض الزينة فقط. يمكن تسجيل الحوادث المهمة لعائلة معينة مثل قاعة الزفاف التي رسمها مانتينيا لعائلة مانتوفا. رُسمت الطبيعة الصامتة والمشاهد التزينية من الحياة على نحو متزايد مثل الحفل الموسيقي للورينزو كوستا عام 1490.
سُجلت الأحداث الهامة عن طريق اللوحات مثل معركة سان رومانو لأوتشيلو، كذلك المهرجانات الدينية المحلية المهمة. صُور التاريخ والشخصيات التاريخية بطريقة انعكست على الأحداث الحالية أو على حياة الشعب الحالي. رُسمت لوحات البورتريه غالبًا من قبل معاصرين تحت ستار شخصيات من التاريخ أو الأدب. شكلت كتابات دانتي والأسطورة الذهبية لفيرجين وديكاميرون لجيوفاني.